# Koizumi Yoshio
Koizumi Yoshio (sinh ngày 5 tháng 10 năm 1996) là một cầu thủ bóng đá người Nhật Bản.

## Sự nghiệp câu lạc bộ
Koizumi Yoshio hiện đang chơi cho FC Ryukyu.